# Cryptocellus centralis
Cryptocellus centralis är en spindeldjursart som beskrevs av Fage 1921. Cryptocellus centralis ingår i släktet Cryptocellus och familjen Ricinoididae. Inga underarter finns listade i Catalogue of Life.